# 羅喻義
羅喻義（？—？），羅喻義，字湘中，又字禹钟，號化城，又號萸江，湖廣承宣布政使司長沙府益陽縣（今湖南省益陽市）人，明朝政治人物，同进士出身。

## 生平
万历四十年（1612年）壬子科湖廣鄉試第四名舉人，四十一年（1613年），联登癸丑科三甲二百二十六名进士，户部觀政，改庶吉士，四十四年授翰林院检讨，四十六年因病归乡。天启初年，返回朝廷，二年（1622年）復除原职，任會試同考官，本年升右赞善，管诰敕房，三年升司经局洗马，管司業事，四年升任左谕德，负责经筵讲席。天启六年（1626年），提升为南京国子监祭酒。诸生想替魏忠贤建造祠堂，罗喻义惩罚倡议者，平息了此事。魏忠贤的党羽收集东林党人的籍贯，湖广有二十多人，以罗喻义为首。
崇禎皇帝继位，召见并委任他为礼部右侍郎，协助负责詹事府。不久充当日讲官，教导庶吉士。三年升左侍郎，之后他与温体仁有冲突，陷入党争，崇祯四年以考察闲住，归乡闲居。在家十余年后去世。谥号“文介”。

## 家族
曾祖羅嗣邁，乡宾。祖父羅王大，國子生。父周敦仁，增生。

## 延伸阅读
[在维基数据编辑]
 《明史卷二百一十六》，出自《明史》